# 2007 FNS歌謡祭
『2007 FNS歌謡祭』（2007 エフエヌエスかようさい）は、フジテレビ系列で2007年12月5日 19:00 - 23:18（JST）に生放送（テレビ大分では2007年12月15日12:00 - 16:20（JST）に録画放送）された通算36回目の『FNS歌謡祭』。

## 当日のステージ
SMAPがトップバッターで「弾丸ファイター」、大トリで「Christmas Night」を披露。「Christmas Night」はシングル「弾丸ファイター」のB面であり、A面とB面をトップバッターと大トリでそれぞれ披露する形となった。なお、「Christmas Night」はテレビ初披露であった。
司会の黒木瞳がかつて在籍していた宝塚歌劇団が初出演し、黒木と共演で「すみれの花咲く頃」で披露した。また、宝塚歌劇団は秋川雅史と共演で「千の風になって」も披露した。
月9『ガリレオ』の共演者である柴咲コウと福山雅治で結成されたユニット・KOH+がテレビ初出演となった。なお、柴咲は年末音楽番組の出演自体が初めてである。
ジャニーズ事務所からはSMAP、TOKIO、V6、KinKi Kids、嵐、NEWS、Hey! Say! JUMPの7組が出演した。また、Hey! Say! JUMPは当番組初出演となった。
尚、過去にTM NETWORK、H Jungle with t、globeとして各グループでの出演経験はあるが、小室哲哉がソロでは初めて『FNS歌謡祭』の出演となった。

## 出演者

### 司会
- 黒木瞳
- 草彅剛（SMAP）

### 進行
- 川端健嗣（当時：フジテレビアナウンサー）
- 高島彩（同上）

### 出演アーティスト
- 秋川雅史
- 絢香
- 嵐
- EXILE
- 大塚愛
- KinKi Kids
- 桑田佳祐
- 倖田來未
- KOH+
- 郷ひろみ
- コブクロ
- 小室哲哉
- SMAP
- 宝塚歌劇団
- TOKIO
- 徳永英明
- 中島美嘉
- NEWS
- 浜崎あゆみ
- ハロー!プロジェクト10周年（モーニング娘。新旧メンバー/松浦亜弥/Berryz工房）
- 平井堅
- V6
- Hey! Say! JUMP
- 槇原敬之
- Mr.Children
- レミオロメン
- WaT

太字は当年のNHK『第58回NHK紅白歌合戦』にも出場した歌手である。

### 音楽・演奏
- 武部聡志音楽団

## セットリスト
| 順番 | アーティスト                                                         | 楽曲                                                    |
| ---- | -------------------------------------------------------------------- | ------------------------------------------------------- |
| 1    | SMAP                                                                 | 弾丸ファイター                                          |
| 2    | KinKi Kids                                                           | 永遠に                                                  |
| 3    | Hey! Say! JUMP                                                       | Ultra Music Power                                       |
| 4    | 槇原敬之                                                             | GREEN DAYS                                              |
| 5    | コブクロ                                                             | 蕾                                                      |
| 6    | 絢香×コブクロ                                                        | WINDING ROAD                                            |
| 7    | EXILE                                                                | Choo Choo TRAIN (1991/ZOO)                              |
| 8    | EXILE                                                                | Lovers Again                                            |
| 9    | EXILE                                                                | I Believe                                               |
| 10   | 中島美嘉                                                             | LIFE                                                    |
| 11   | 嵐                                                                   | Love so sweet                                           |
| 12   | ハロー!プロジェクト10周年 （新旧モーニング娘。×松浦亜弥×Berryz工房） | LOVE涙色 (2001/松浦亜弥)                                |
| 13   | ハロー!プロジェクト10周年 （新旧モーニング娘。×松浦亜弥×Berryz工房） | LOVEマシーン (1999/モーニング娘。)                      |
| 14   | ハロー!プロジェクト10周年 （新旧モーニング娘。×松浦亜弥×Berryz工房） | 恋愛レボリューション21 (2000/モーニング娘。)            |
| 15   | 郷ひろみ                                                             | Boom Boom Boom                                          |
| 16   | 大塚愛                                                               | ポケット                                                |
| 17   | 中島美嘉×德永英明                                                    | 雪の華 (2003/中島美嘉)                                  |
| 18   | 德永英明×倖田來未                                                    | 壊れかけのRadio (1990/德永英明)                         |
| 19   | 德永英明×小室哲哉                                                    | CAN YOU CELEBRATE? (1997/安室奈美恵)                    |
| 20   | 黒木瞳×宝塚歌劇団                                                    | すみれの花咲く頃 (1953)                                 |
| 21   | 秋川雅史×宝塚歌劇団                                                  | 千の風になって (2006/秋川雅史)                          |
| 22   | 平井堅                                                               | 君の好きなとこ                                          |
| 23   | V6                                                                   | way of life                                             |
| 24   | NEWS                                                                 | weeeek                                                  |
| 25   | 絢香×綾戸智恵                                                        | Peace loving people (2006/絢香)                         |
| 26   | KOH+                                                                 | vs. 〜知覚と快楽の螺旋〜（ショートバージョン） KISSして |
| 27   | Mr.Children                                                          | 名もなき詩 (1996)                                       |
| 28   | Mr.Children                                                          | 旅立ちの唄                                              |
| 29   | 倖田來未                                                             | 愛のうた                                                |
| 30   | TOKIO                                                                | 青春 SEISYuN                                            |
| 31   | 桑田佳祐                                                             | 明日晴れるかな                                          |
| 32   | 桑田佳祐                                                             | ダーリン                                                |
| 33   | 浜崎あゆみ                                                           | Together When...                                        |
| 34   | SMAP                                                                 | Christmas Night                                         |

## スタッフ
- 制作：港浩一、水口昌彦
- 構成：山内浩嗣
- 音楽：武部聡志
- 美術プロデューサー：井上幸夫、大坊雄二
- デザイン：越野幸栄
- 美術進行：足立和彦、内山高太郎
- 大道具：引馬幹晴
- アートフレーム：長濱大作、淵脇臣吉
- 電飾：渡辺信一
- アクリル装飾：渋谷哲也
- 特殊装置：樋口真樹
- 視覚効果：小熊雅樹
- 生け花装飾：長崎由利子
- メイク：久保田裕子
- 楽器：島津哲也（サンフォニックス）
- LED：宇佐美良
- 技術：馬場直幸
- SW：児玉洋
- カメラ：関克哉
- 音声：太田宗孝
- 映像：佐藤順一
- 照明デザイン：植松晃一
- 照明：安達浩也（PRGアジア）、中村貞敏（FLT）
- PA：松田勝治（サンフォニックス）、中村祐介（共立）
- CA：京田航（田中電設）
- クレーン：明光セレクト、ダブルビジョン、三和プロライト、サークル
- 音響効果：川端智之・中田圭三（4-Legs）
- 編集：与那嶺涼・吉村崇（IMAGICA）
- MA：石川英男（IMAGICA）
- CG：松本幸也（orb）、古畑志展、渡辺之雄
- 音楽コーディネート：吉田奈生、長尾綾子
- 広報：加藤麻衣子
- TK：石原由季、平野美紀子、槙加奈子
- ディレクター：神原孝、城間康男、塩谷亮、仮屋隆典、井ノ上龍登
- アシスタントプロデューサー：宇賀神裕子、加藤万貴、後藤夏美
- フロアディレクター：浜崎綾
- プロデューサー：清水宏泰、佐々木将
- チーフプロデューサー：きくち伸
- 演出：板谷栄司
- 技術協力：八峯テレビ、共同テレビジョン、サンフォニックス、SENNHEISER、FLT、PRGアジア、三穂電機
- 協力：グランドプリンスホテル新高輪、ハーフトーンミュージック
- 制作：フジテレビバラエティ制作センター／音組
- 制作著作：フジテレビ